# Дравідійські мови

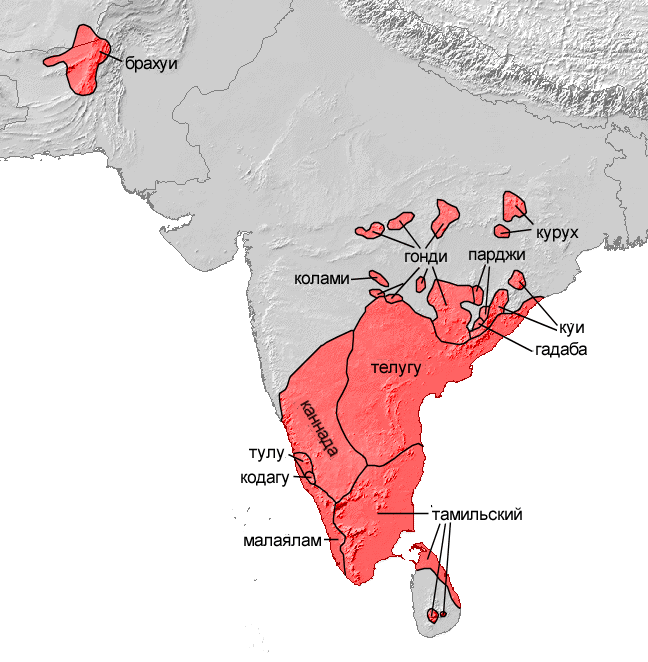
Розповсюдження дравідійських мов

Дравідійські мови — родина мов, до якої входять приблизно 85 мов. Дравідійськими мовами розмовляє понад 200 млн людей. Здебільшого вони проживають у Південній Індії, але значна кількість носіїв цих мов мешкає також на решті території Індії, в Пакистані, Бангладеш, на Шрі-Ланці, в Афганістані та Ірані, в Малайзії, Сінгапурі. Найпоширеніші серед дравідійських мов телугу, тамільська, каннада і малаялам.

## Класифікація
- Північно-західна група
  - брагуї (брахуї)
- Північно-східна група
  - курух
  - малті
- Центральна група
  - гадаба
  - коламі
  - найк
  - парджі
- Гондванська група
  - гонді
  - конда
  - куві
  - куї
  - манда
  - пенго
- Південно-східна група
  - телугу
- Південно-західна група
  - тулу
- Південна група
  - каннара або каннада
  - кодава
  - кота
  - малаялам
  - тамільська
  - тода